# Батальон Святого Патрика
Батальон Святого Патрика (англ. Saint Patrick’s Battalion, исп. Batallón de San Patricio) — подразделение мексиканской армии, сформированное преимущественно из ирландцев-католиков и немцев-католиков, дезертировавших из армии США во время Американо-мексиканской войны. Большинство бойцов батальона были убиты в ходе столкновений с американской армией, остальные же повешены как дезертиры.

## История

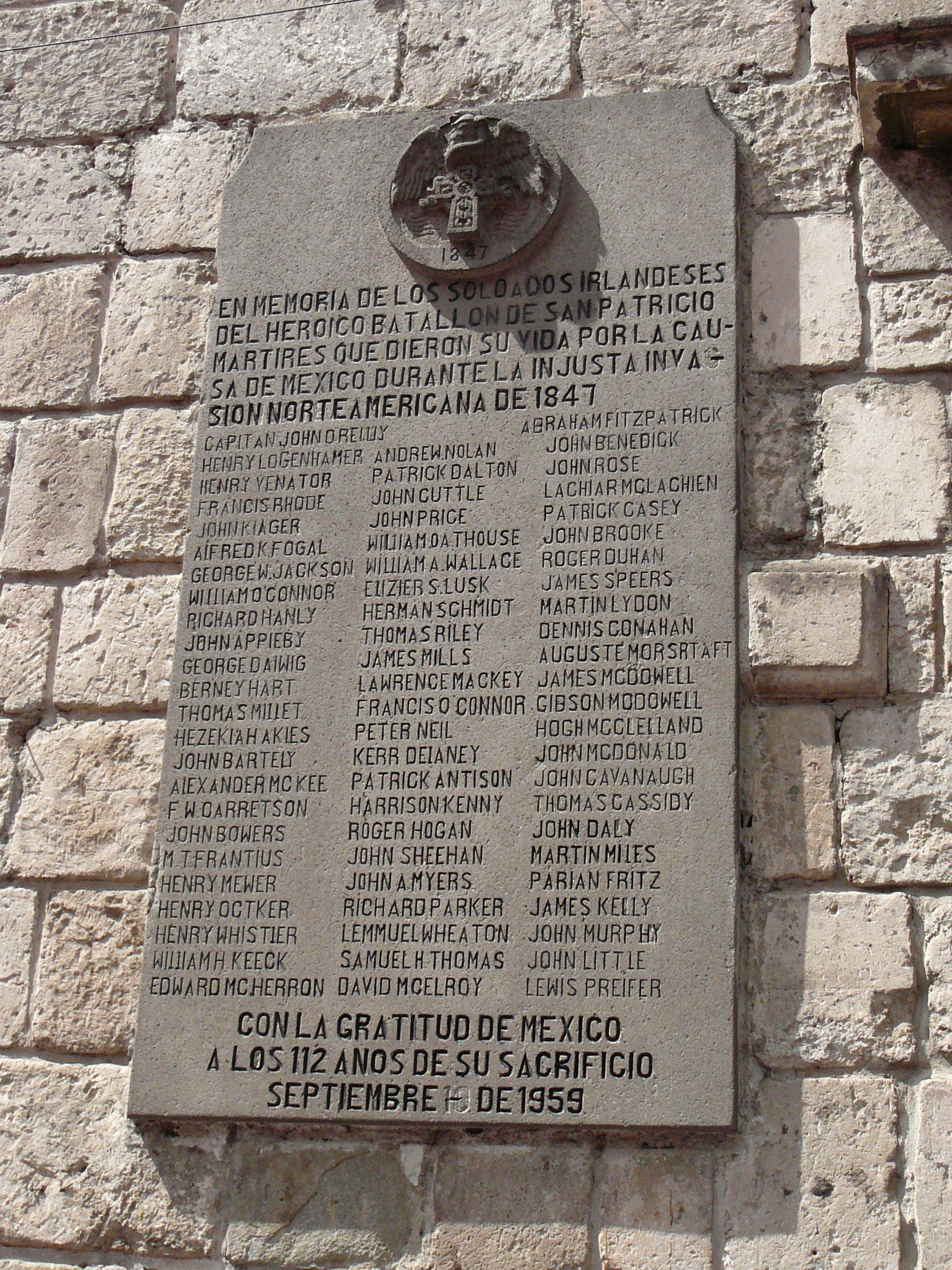
Мемориальная доска, установленная на площади Сан-Хасинто в районе Сан-Анхель, Мехико в 1959 году: «В память об ирландских солдатах героического батальона Святого Патрика, мучениках, отдавших свои жизни за Дело Мексики во время несправедливого вторжения Соединенных Штатов в 1847 году».

Военное подразделение было сформировано Джоном О’Райли и Патриком Далтоном. Достигнув количества 800 человек, оно стало батальоном. Ядро батальона составили жертвы ирландского голода. К нему затем присоединились шотландцы, англичане, поляки, итальянцы, французы. Флаг, который они использовали, был зелёным. С одной стороны была изображена золотая арфа и написанная золотыми буквами фраза Erin Go Bragh («Ирландия навсегда»), а с другой — изображение святого Патрика, который ввёл христианство в Ирландии.
Многие солдаты батальона были захвачены в плен в ходе сражения при Чурубуско. Их повесили несколько позже, во время сражения при Чапультепеке. Генерал Уинфилд Скотт приказал привести приговор в исполнение именно в тот момент, когда над Чапультепекским дворцом поднимется американский флаг.
Бойцы батальона почитаются в Мексике и Ирландии как национальные герои, которым в 1947 году был установлен памятник[где?]. Память о батальоне Святого Патрисио увековечена на Стене почёта в зале заседаний Палаты депутатов мексиканского Конгресса золотыми буквами (бронзой с позолотой).
Джон Райли умер в конце 1850 года и был похоронен в Веракрусе под именем Хуана Рели, с которым он был зарегистрирован в мексиканской армии.

## Батальон в искусстве

### Музыка

Сэмюэль Чемберлен, Казнь солдат батальона Святого Патрика после сражения при Чапультепеке.

- «St Patrick’s Battalion» — Ровикс, Дэвид
- «San Patricio Brigade» — Black 47
- «The San Patricios» — The Fenians
- «San Patricios» — Street Dogs (альбом State of Grace)
- «San Patricios» — Ollin (песня и EP)
- «Pa Los Del San Patricio» — Чарли О’Брайан
- «The Men That God Made Mad» — Ниам Рарсонс и Грехэм Дунни
- «San Patricios» — The Plankrunners
- «St Patrick’s Battalion» — The Wakes
- «San Patricio» — The Chieftains
- «John Riley» — Tim O’Brien
- «Батальон Святого Патрика» — O’Hamsters

### Кинематограф
- «Герой-предатель» (One Man’s Hero (англ.)) — режиссёр Лэнс Хол (США-Мексика, 1999)

### Первичные источники
- Ballentine, George. Adventures of an English Soldier in the United States Army, New York: W. A. Townsend & Company, 1860
- Grant, Ulysses S. Personal memoirs of Ulysses S. Grant, Volume I, 1885
- Ramsey, Albert C. The other side; or, Notes for the history of the war between Mexico and the United States, New York: John Wiley, 161 Broadway and 13 Paternoster Row, London, 1850
- Chamberlain, Samuel. My Confession: Recollections of a Rogue, New York: Harper and Brothers, 1853

### Вторичные источники
- Bauer, K. Jack. The Mexican War, 1846-48, Bison Books, 1992 ISBN 0-8032-6107-1.
- Connaughton, Michael G. Beneath an Emerald Green Flag: The Story of Irish Soldiers in Mexico. The Society for Irish Latin American Studies (September 2005). Дата обращения: 13 июля 2008. Архивировано 19 октября 2012 года.
- Cress, Lawrence Delbert & Wilkins, George. Dispatches from the Mexican-American War, University of Oklahoma Press, 1999 ISBN 0-8061-3121-7.
- Ferrigan III, James J. «Three flags for the Batallón de San Patricio?» 8 February 2000
- Fogarty, James. The St. Patricio Battalion: The Irish Soldiers of Mexico. The Society for Irish Latin American Studies (September 2005). Дата обращения: 3 августа 2008. Архивировано 19 октября 2012 года.
- Frías, Heriberto. La guerra contra los gringos Mexico City: Ediciones Leega/Jucar, 1984 ISBN 968-495-011-X
- Gonzales, Manuel G. Mexicanos: A history of Mexicans in the United States, Indiana University Press, 2000 ISBN 0-253-33520-5.
- Hogan, Michael. Irish Soldiers of Mexico, Guadalajara: Fondo Editorial Universitario, 1998 ISBN 978-968-7846-00-2.
- Hopkins, G. T., The San Patricio Battalion in the Mexican War, Cavalry Journal 24, September 1913.
- Fast, Howard Inglorious Tale from the Mexican War (February 1993). Дата обращения: 10 июля 2008. Архивировано 19 октября 2012 года.
- Howes, Kelly King. Mexican American war, U·X·L, 2003 ISBN 0-7876-6537-1.
- Lloyd, David. Ireland After History, University of Notre Dame Press, 2000 ISBN 0-268-01218-0.
- McCornack, Richard. The San Patricio Deserters in the Mexican War, 1847, The Irish Sword. Volume 3, 1958.
- Miller, Robert Ryal. Shamrock and Sword, The Saint Patrick’s Battalion in the US-Mexican War, Norman, Oklahoma; University of Okiahoma Press, 1989 ISBN 0-8061-2964-6.
- Meltzer, Milton. Bound for the Rio Grande; the Mexican Struggle, 1845—1850, New York: Knopf, 1974 ISBN 0-394-82440-7.
- Nordstrom, Pat. San Patricio Battalion (англ.). Handbook of Texas Online. Texas State Historical Association (18 января 2008). Дата обращения: 7 августа 2008. Архивировано 19 октября 2012 года.
- Wallace, Edward S. The Battalion of Saint Patrick in the Mexican War, Military Affairs, Vol. 14, No. 2 (Summer, 1950), p. 84-91.
- Wunn, Dennis J. San Patricio Soldiers: Mexico’s Foreign Legion, Texas Western Pr 1985 ISBN 0-87404-150-3.
- Smith, Justin H. The War with Mexico, vol 1, The Macmillan Company, 1919.
- Stevens, Peter F. The Rogue’s March: John Riley and the St. Patrick’s Battalion, Washington, DC: Brassey’s, 1999 ISBN 1-57488-738-6.